# Tandem Aero
Tandem Aero war eine moldawische Fluggesellschaft mit Sitz in Chișinău und Basis auf dem Flughafen Chișinău.

## Geschichte
Tandem Aero wurde 1998 gegründet und nahm den Flugbetrieb kurz nach der Gründung mit einer Antonow An-24 auf. Im weiteren Verlauf wurden zwei Tupolew Tu-134 eingeflottet, aber später wieder zurückgegeben.
Das Luftverkehrsbetreiberzeugnis von Tandem Aero wurde durch die moldawische Regierung aufgrund von Sicherheitsbedenken im April 2019 eingezogen. Dadurch wurde der Flugbetrieb und somit die Gesellschaft stillgelegt.

## Flugziele
Tandem Aero flog von Chișinău aus lediglich Tel Aviv an; der Flug fand im Codesharing mit El Al statt. Zudem wurden Charterflüge angeboten, die Flugzeuge wurden dabei von Air Moldova geleast.

## Flotte
Mit Stand Januar 2019 besaß Tandem Aero keine eigenen Flugzeuge. In naher Zukunft sollte ein Airbus A320-200 von FANAir (Ukraine) übernommen werden. In der Vergangenheit wurde unter anderem eine Embraer EMB 120 für Air Moldova betrieben.